# Сцибожиці-Великі
Сцибожиці-Великі (пол. Ściborzyce Wielkie, нім. Steuberwitz) — село в Польщі, у гміні Кетш Ґлубчицького повіту Опольського воєводства.
Населення — 463 особи (2011).

## Демографія
Демографічна структура станом на 31 березня 2011 року:
|          | Загалом | Допрацездатний вік | Працездатний вік | Постпрацездатний вік |
| -------- | ------- | ------------------ | ---------------- | -------------------- |
| Чоловіки | 233     | 44                 | 169              | 20                   |
| Жінки    | 230     | 40                 | 137              | 53                   |
| Разом    | 463     | 84                 | 306              | 73                   |